# Gieorgij Spieranski
Gieorgij Niestorowicz Spieranski (ros. Георгий Несторович Сперанский, ur. 7 lutego?/19 lutego 1873 w Moskwie, zm. 14 stycznia 1969 tamże) – rosyjski pediatra, akademik Akademii Nauk Medycznych ZSRR.

## Życiorys
Urodził się w rodzinie lekarza wojskowego. W 1898 ukończył studia na Wydziale Medycznym Uniwersytetu Moskiewskiego, później pracował w klinice dziecięcej, w której został ordynatorem, jednocześnie był asystentem i wykładowcą. Był pierwszym pediatrą w Rosji, który rozpoczął pracę w szpitalu położniczym (w 1906), w 1907 zorganizował i przewodniczył konsultacjom dziecięcym. W 1910 dzięki środkom charytatywnym założył szpital dla małych dzieci, od 1913 wydawał periodyk „Materiały do kształcenia na temat niemowlęctwa”, po rewolucji był jednym z twórców systemu opieki nad matką i dzieckiem w kraju. Był inicjatorem założenia w 1919 Domu Wychowawczego w Moskwie przemianowanego później na Dom Ochrony Dzieci i Młodzieży, na bazie którego w 1922 utworzono Państwowy Naukowy Instytut Ochrony Macierzyństwa i Dzieciństwa, a w późniejszym okresie Instytut Pediatrii Akademii Nauk ZSRR; od 1922 do 1931 był dyrektorem tego instytutu, a od 1931 do 1962 kierował katedrą pediatrii w Centralnym Instytucie Dokształcania Lekarzy. W 1943 został członkiem korespondentem, a w 1944 akademikiem Akademii Nauk Medycznych ZSRR. Napisał ponad 200 prac naukowych. Został pochowany na Cmentarzu Nowodziewiczym.

## Odznaczenia i nagrody
- Medal Sierp i Młot Bohatera Pracy Socjalistycznej (1 czerwca 1957)
- Order Lenina (czterokrotnie, 1942, 1947, 1951 i 1957)
- Order Czerwonego Sztandaru Pracy (dwukrotnie, 1945 i 1963)
- Nagroda Leninowska (pośmiertnie, 1970)

I medale.